# Стэк, Джон
Джон Чарльз Стэк (англ. John Charles Stack; 22 марта 1924, Камден, Нью-Джерси — 28 мая 1997, Берриесса, Калифорния) — американский гребец, выступавший за сборную США по академической гребле в конце 1940-х годов. Чемпион летних Олимпийских игр в Лондоне, победитель и призёр многих студенческих регат.

## Биография
Джон Стэк родился 22 марта 1924 года в городе Камден, штат Нью-Джерси.
Занимался академической греблей во время учёбы в Калифорнийском университете в Беркли, состоял в местной гребной команде «Калифорния Голден Бирс», неоднократно принимал участие в различных студенческих регатах.
Наивысшего успеха в гребле на международном уровне добился в сезоне 1948 года, когда вошёл в основной состав американской национальной сборной и благодаря череде удачных выступлений удостоился права защищать честь страны на летних Олимпийских играх в Лондоне. В составе распашного экипажа-восьмёрки с рулевым в финале обошёл всех своих соперников, в том числе более чем на 10 секунд опередил ближайших преследователей из Великобритании, и тем самым завоевал золотую олимпийскую медаль.
Окончив университет, впоследствии работал инженером, специализировался в технологиях рентгеновского излучения.
Умер 28 мая 1997 года на водохранилище Берриесса в возрасте 73 лет.